# Puños rosas
Puños rosas es una película mexicana del año 2004. Dirigida por Beto Gómez. Está protagonizada por José Yenque, Isela Vega y Adal Ramones.

## Trama
Jimmy Morales es un joven boxeador que se dedica a ayudar en la funeraria familiar que suele ser frecuentada por mafiosos. Una noche presencia un asesinato y el matón lo deja huir, pero vuelve a verlo en la cárcel cuando va a parar ahí debido a las apuestas de su padre. Su encuentro final será fuera de las rejas y los marcará a ambos para siempre.

## Reparto
- José Yenque como Germán Corona
- Isela Vega como La Güera
- Adal Ramones como Álvaro
- José Sefami como Chato
- Jaime Camil como Randy Garza
- Omar Chaparro como Chuy
- Rodrigo Oviedo como Jimmy
- Cecilia Suárez como Alicia
- Jesús Ochoa como Chicote
- Eduardo España como Judicial 2
- Cindy Vela como La Gritona